# Javier Clemente
Javier Clemente Lazaro (Barakaldo, Biskaja, Baskija, Španjolska 12. ožujka 1950.) španjolski je nogometni trener i bivši nogometaš. Trenutačno je bez kluba.

## Karijera
Kao igrač, Clemente je za Athletic Bilbao u razdoblju od 1968. do 1973. godine odigrao 47 utakmica u La Ligi za kojih je zabio šest golova. Bio je član Atletica kada su osvojili Copa del Rey 1968. godine.
Kao trener vodio je klubove, Athletic Bilbao, Espanyol, Atlético Madrid, Real Betis, Real Sociedad, CD Tenerife i Olympique de Marseille. Izbornik Španjolske bio je od 1992. do 1998. godine, a u periodu od rujna 1994. do siječnja 1998. godine ostvario je sa španjolskoj reprezentacijom rezultat od 31. utakmice bez poraza. 
Bio je na udaru javnosti jer je u španjolskoj reprezentaciji više simpatizirao baskijske igrače. Poslije poraza od Cipra dobio je otkaz.

## Uspjesi
Kao igrač :
- Copa del Rey: 1
  - 1969.

Kao trener
- La Liga: 2
  - 1982./83., 1983./84.
- Kup Kralja: 1
  - 1984.